# Proctacanthella wilcoxi
Proctacanthella wilcoxi là một loài ruồi trong họ Asilidae. Proctacanthella wilcoxi được Bromley miêu tả năm 1935. Loài này phân bố ở vùng Tân Bắc giới.